# Oak Lawn
Oak Lawn – wieś w stanie Illinois, w hrabstwie Cook leżąca na południowy zachód od Chicago i będąca przedmieściem miasta Chicago.

## Demografia
W 2010 to przedmieście Chicago zamieszkiwało 56 690 osób. W 2023 liczba mieszkańców spadła nieznacznie do 55 734 osób, a gęstość zaludnienia poniżej 2500 osób/km².